# Kerstin Ekman
Kerstin Lillemor Ekman (ur. 27 sierpnia 1933 w Finspång) – szwedzka pisarka, członkini Akademii Szwedzkiej.

## Życiorys
Studiowała na Uniwersytecie w Uppsali. Debiutowała jako autorka popularnych powieści kryminalnych. Późniejsze jej książki przynależą do nurtu prozy psychologicznej. Ich akcja często rozgrywa się w północnej Szwecji, mają mocno zarysowane tło społeczne. Wydana w 1993 Czarna woda jest częściowym powrotem do początków kariery literackiej – fabularny szkielet książki tworzy sprawa niewyjaśnionego zabójstwa sprzed lat. Powieść zdobyła Nagrodę Rady Nordyckiej. Utwory Ekman wielokrotnie były filmowane.
W poczet członków Akademii Szwedzkiej została przyjęta w 1978. W 1989 zrezygnowała z brania udziału w jej spotkaniach w związku ze sprawą Salmana Rushdiego. Jej sprzeciw wywołał brak reakcji Akademii na fatwę Chomeiniego, nakazującą każdemu wiernemu muzułmaninowi zabicie pisarza. W 2018 roku oficjalnie wystąpiła z Akademii.

## Polskie przekłady
- Dzwon śmierci (Dödsklockan 1963), Jacek Santorski & Co, Warszawa 2005, tłum. Maria Kowalewska, ISBN 83-89763-42-7
- Czarna woda (Händelser vid vatten 1993), Wydawnictwo Muza, Warszawa 1997, tłum. Anna Węgleńska, ISBN 83-7079-806-3
- Praktyka morderstwa (Mordets praktik 2009), Wydawnictwo Czarna Owca, Warszawa 2011, tłum. Anna Węgleńska, ISBN 978-83-7554-276-9
- Oszustki (Grand final i skojarbranschen 2011), Wydawnictwo Czarna Owca, Warszawa 2014, tłum. Anna Węgleńska, ISBN 9788375546026